# Mariette Protin
Mariette Eugénie Anna Protin (* 16. April 1906 in Paris; † 2. Juli 1993 in Nizza) war eine französische Schwimmerin.

## Karriere
Protin begann ihre Karriere bei regionalen Schwimmwettbewerben und belegte erste Podienplätze bei französischen Meisterschaften. 1923 brach sie den bestehenden nationalen Rekord über 400 m Freistil von Ernestine Lebrun. Nach ihrem Schulabschluss begann sie ein Studium der Rechtswissenschaften. Im Jahr 1924 nahm sie an den Olympischen Spielen in Paris teil. Hier erreichte sie in den Wettbewerben über 100 m und 400 m Freistil jeweils das Halbfinale. Mit der französischen Staffel über 4 × 100 m Freistil wurde sie Fünfte. Nach den Spielen hielt die Schwimmerin alle nationalen Rekorde über 100 m bis 500 m Freistil. 1926 wurde sie französische Meisterin über 100 m Freistil.